# لی‌لی ریب
لی‌لی ریب (به انگلیسی: Lily Rabe) زاده ۲۹ ژوئن ۱۹۸۲، هنرپیشه آمریکایی است. وی به خاطر نقش‌آفرینی خود به عنوان پورشا در نمایش‌نامه تاجر ونیزی نامزد دریافت جایزه تونی در رده «بهترین اجرای نقش اول زن در نمایش» شده‌است. ریب به خاطر ایفای نقش‌های متعدد خود در مجموعه تلویزیونی داستان ترسناک آمریکایی و ایفای نقش به عنوان کلر بنیگن در مجموعه تلویزیونی زمزمه شناخته‌شده‌ است.

## گزیده فیلم‌شناسی
فهرست برخی از فیلم‌هایی که لیلی ریب در آن ها به ایفای نقش پرداخته‌است:
- لبخند مونا لیزا
- بدون رزرو
- چه اتفاقی افتاده؟
- زمزمه (مجموعه تلویزیونی)
- داستان ترسناک آمریکایی (مجموعه تلویزیونی)
- معاون
- حجاب
- خروجی‌های طلایی
- رؤیای شب نیمه تابستان

## جوایز و نامزدها
| سال  | جوایز انجمن                          | رده جوایز                                           | اثر نامزدشده                      | نتیجه    |
| ---- | ------------------------------------ | --------------------------------------------------- | --------------------------------- | -------- |
| ۲۰۰۵ | جایزهٔ دراما دسک                      | Outstanding Featured Actress in a Play              | ماگنولیاهای فولادی                | نامزدشده |
| ۲۰۱۱ | جایزهٔ دراما دسک                      | بهترین بازیگر نقش مکمل زن در نمایش                  | تاجر ونیزی                        | نامزدشده |
| ۲۰۱۱ | جایزه تونی                           | بهترین اجرای نقش اول زن در نمایش                    | تاجر ونیزی                        | نامزدشده |
| ۲۰۱۳ | جایزه انتخاب منتقدان فیلم تلویزیونی  | بهترین بازیگر نقش مکمل زن در فیلم / مینی‌سریال       | داستان ترسناک آمریکایی: تیمارستان | نامزدشده |
| ۲۰۱۶ | جوایز جشنواره فیلم جنوب از جنوب غربی | تشخیص ویژه هیئت منصفه برای بهترین بازیگر نقش اول زن | خانم استیونز                      | برنده    |